# Kirguistán en los Juegos Olímpicos de París 2024
Kirguistán estuvo representado en los Juegos Olímpicos de París 2024 por un total de dieciséis deportistas, once hombres y cinco mujeres, que compitieron en cinco deportes.
Los portadores de la bandera en la ceremonia de apertura fueron el judoka Erlan Sherov y la nadadora Elizaveta Pecherskij.

## Medallistas
El equipo olímpico kirguís obtuvo las siguientes medallas:
| Nombre                 | Deporte            | Competición |
| ---------------------- | ------------------ | ----------- |
| Oro                    |                    |             |
| —                      |                    |             |
| Plata                  |                    |             |
| Munarbek Seiitbek Uulu | Boxeo              | 57 kg M     |
| Meerim Zhumanazarova   | Lucha libre        | 68 kg F     |
| Bronce                 |                    |             |
| Zholaman Sharshenbekov | Lucha grecorromana | 60 kg M     |
| Akzhol Majmudov        | Lucha grecorromana | 77 kg M     |
| Uzur Dzhuzupbekov      | Lucha grecorromana | 97 kg M     |
| Aisuluu Tynybekova     | Lucha libre        | 62 kg F     |